# Ронгорбоњо (Торино)
Ронгорбоњо је насеље у Италији у округу Торино, региону Пијемонт.
Према процени из 2011. у насељу је живело 1 становника. Насеље се налази на надморској висини од 1035 м.